# Centre Moral i Cultural del Poblenou

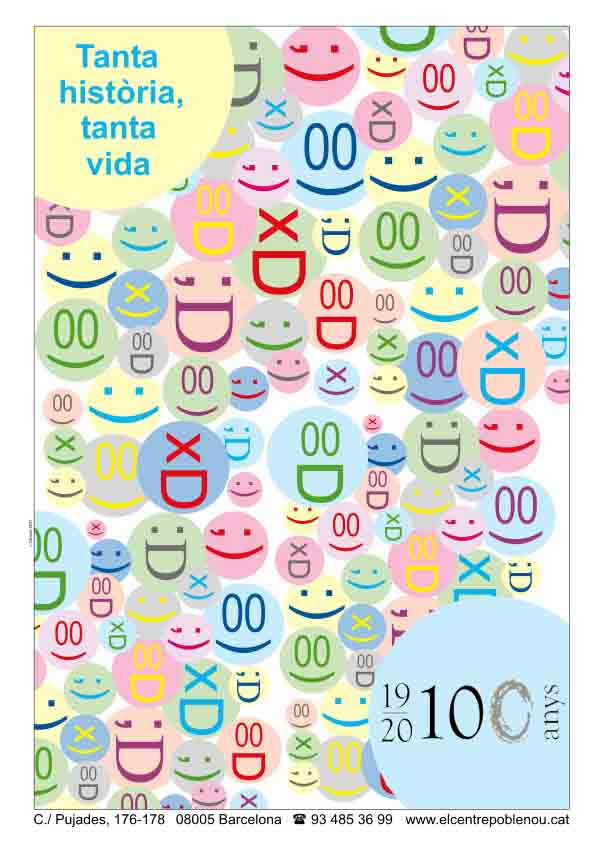
Cartell del centenari de l'entitat

El Centre Moral i Cultural del Poblenou és una entitat cultural del barri del Poblenou de Barcelona fundada el 1910 i està situada als números 176-178 del carrer de Pujades. L'entitat va néixer amb el nom de Centre Social, hereu del Patronat Obrer, destruït l'any 1909 durant la Setmana Tràgica, i originàriament tenia la pretensió de procurar ensenyament religiós als fills de la classe obrera del barri del Poblenou. Per això es van crear escoles nocturnes gratuïtes i s'organitzaren activitats recreatives com ara teatre, un grup de caramelles, jocs infantils i també una cooperativa de consum. Amb el temps, l'entitat ha ampliat els camps de treball. Ara disposa d'una escola de música, un cor i un grup de lectura i programa tallers i activitats socials. L'any 2013 va rebre la Creu de Sant Jordi de la Generalitat de Catalunya.

## Història
El centre va ser fundat l'any 1910. Als seus inicis va dur el nom de Centre Social i era hereu del Patronat Obrer, que havia estat destruït durant la Setmana Tràgica l'any 1909. L'actual edifici és seu del Centre des del 1926, quan l'entitat va adquirir per primer cop un local propi.
L'any 1936, el local de Pujades va ser incendiat i saquejat. El 1939, a la fi de la comtessa, l'immoble va ser embargat per una entitat bancària, en no poder satisfer els crèdits que s'havien subscrit els anys 20 per bastir l'edifici. El local va ser adquirit en pública subhasta pel Sr. Ribera i provisionalment cedit a Santa Maria del Taulat per instal·lar-hi la parròquia, ja que el temple havia estat enderrocat durant la revolta. Per aquest motiu el Centre es va traslladar al carrer Pallars. L'any 1950, la parròquia va deixar el local provisional, i això va permetre al Centre retornar al seu estatge inicial.
L'any 2010 l'Ajuntament de Barcelona ha atorgat la Medalla d'Or al Mèrit Cívic al Centre Moral i Cultural del Poblenou en el centenari de la seva fundació per la seva trajectòria en la difusió de la cultura i l'associacionisme al barri del Poblenou i la ciutat de Barcelona, així com per la seva llarga trajectòria. Josep Gili és el President de l'actual Junta Directiva constituïda al maig de 2011.

## Pastorets
Des de la fundació del Centre Moral i Cultural del Poblenou, la secció de teatre de l'entitat representa cada any per Nadal L'estel de Natzaret, el drama líric escrit per Ramon Pàmies amb música de mossèn Miquel Ferrer que narra el naixement de Jesús. L'obra es va estrenar l'any 1903 al Centre Catòlic de Gràcia. Per a l'escenificació d'aquests pastorets al teatre del centre, el grup hi fa participar prop de cent persones entre actors i actrius, ballarins, cantants, equip tècnic i equip de direcció.
La secció de teatre del Centre Moral i Cultural del Poblenou és, des de bell antuvi, una de les més actives i amb més participatives de l'entitat. Temps enrere, s'hi van arribar a programar representacions teatrals cada setmana. A més dels muntatges propis, d'obres de gèneres i èpoques molt diferents, també programa lectures teatrals dramatitzades.